# Metacyphocaris helgae
Metacyphocaris helgae is een vlokreeftensoort uit de familie van de Cebocaridae. De wetenschappelijke naam van de soort is voor het eerst geldig gepubliceerd in 1906 door Tattersall.